# 空中風力発電機

空中風力発電の模式図

空中風力発電機(AWT,英語: Airborne wind turbine)とは、空中に設置された風力発電機。

## 概要
上空の方が地表付近よりも強風が吹いていて、ベッツの法則により、発電量は風速の3乗に比例するのでより高高度の方が効率よく発電できる。反面、高い塔を建設する事は技術的、経済的に困難なため、自ずから塔の高さは制限される。
それらの問題点を解決するため、係留式の飛行船などを利用した空中風力発電が提案され、一部で実験が開始されている。 開発に取り組むAltaeros Energiesは、従来の風力発電の設置の困難な農村部や島しょの他、鉱山や石油・ガスの基地、緊急時対応や災害救援、軍事施設、洋上などの用途を想定している。

## 特徴
- 騒音や振動が地上から離れているので伝達しにくい
- 山間部など、従来の風力発電の設備の設置の困難だった地域にも設置できる